# Yukihiro
Yukihiro Awaji (淡路 幸宏, Awaji Yukihiro, dit yukihiro en minuscules) est un musicien japonais, né le 24 novembre 1968 au Japon dans la ville de Chiba à côté de Tokyo.

## Yukihiro en quelques mots
Il dit avoir eu une enfance aussi ordinaire que les autres enfants japonais. Il est fils d'un ouvrier d'entreprise et il a une jeune sœur.
Il voulut quitter l'université pour devenir un grand batteur de rock. Ses parents s'y sont opposés, et il a continué ses études (il est diplômé de l'université de commerce de Chiba) tout en consacrant son temps à la batterie.
Il est très maigre et pèse 46 kg.
Il aime le hard rock et la musique expérimentale.

## Yukihiro dans L'Arc-en-Ciel
Actuel batteur du groupe de L'Arc-en-Ciel (ラルク アン シエル, Raruku an shieru).
Il succède en 1997 à Sakura, l'ancien batteur.
Yukihiro sera titularisé en 1998.
Il a écrit les paroles et la musique de :
- a swell in the sun (hyde/yukihiro)
- Cradle (hyde/yukihiro)
- Larva (/yukihiro)
- L'heure (yukihiro/yukihiro)
- trick (yukihiro/yukihiro)
- hole (/yukihiro)
- get out from the shell (hyde/yukihiro)
- REVELATION (hyde/yukihiro)
- New World (yukihiro/yukihiro,hyde)
- spiral (yukihiro/yukihiro)
- DRINK IT DOWN (hyde/yukihiro)

## Yukihiro en dehors de Laruku
En 2003 comme tous les membres de L'arc en ciel, Yukihiro décide de se lancer en solo. Après la sortie en 2001 du single Ring the noise (qui sert de générique au jeu vidéo Devil May Cry), il fonde le groupe Acid Android.
Celui-ci est composé de :
- Yukihiro (Voix, Guitare)
- Tomo (Guitare)
- Antz (Guitare)
- Kishi (Guitare)
- Yasuo (Batterie)

Le groupe fera :
- Un Album : Faults sorti le 23 mars 2003.
- Un single Let's dance sorti le 5 avril 2006.
- Un EP Purification sorti le 5 mai 2006.
- Et un DVD-live Acid Android Tour 2006 sorti le 22 novembre 2006.

Acid Androïd a joué en première partie du concert de Korn (pour le KORN JAPAN TOUR) le 19 avril 2006.